# Haltepunkt Solingen Grünewald
Der Haltepunkt Solingen Grünewald ist ein Haltepunkt in der bergischen Großstadt Solingen. Er wurde im Jahre 2006 eröffnet und löste zusammen mit dem nahegelegenen Bahnhof Solingen Mitte den ehemaligen Solinger Hauptbahnhof ab, welcher seither nicht mehr angefahren wird. Benannt ist der Haltepunkt nach dem Wohnplatz Grünewald im Solinger Stadtbezirk Burg/Höhscheid.

## Lage
Der Haltepunkt Grünewald befindet sich südwestlich der Solinger Stadtmitte. Er liegt westlich des ehemaligen Solinger Hauptbahnhofs an der Grünewalder Straße, der Bundesstraße 229 und Ausfallstraße in den Stadtteil Höhscheid und die Nachbarstadt Langenfeld. Über dem Bahnhaltepunkt befindet sich eine gleichnamige Bushaltestelle, die die Verknüpfung zu den Linien der Stadtwerke Solingen, darunter auch einer Buslinie des Oberleitungsbus Solingen, herstellt.

## Geschichte
Als der alte Hauptbahnhof im Rahmen der Regionale 2006, eines regionalen Strukturförderungsprogramms, stillgelegt wurde, ersetzte man ihn durch die beiden verkehrsgünstiger gelegenen Nachfolgestationen Solingen Mitte und Solingen Grünewald. Die zweite Ursache für die Stilllegung war der kritische bauliche Zustand des Bahnhofs. Am neuen Bahnhof Solingen Grünewald entstand ein Verkehrsknoten zwischen dem Zugverkehr und den Bussen der Stadtwerke Solingen. Das Gebiet um den ehemaligen Hauptbahnhof wurde einer Umnutzung unterzogen. In seiner Umgebung entstand der Südpark, mit Restaurants, Grünflächen und Künstlerateliers in den ehemaligen Güterhallen.
Der alte Solinger Hauptbahnhof wurde im Mai 2006 geschlossen, zur gleichen Zeit erfolgte auch die Eröffnung des neuen Haltepunktes Grünewald. Zum Fahrplanwechsel Im Dezember 2006 wurde schließlich der Bahnhof in Solingen-Ohligs aufgrund seiner Bedeutung als wichtigster Eisenbahnknoten Solingens in Solingen Hauptbahnhof umbenannt.

## Bedienung

### Schienenverkehr
Im Schienenverkehr wird der Haltepunkt von den Linien S 7, dem sogenannten Müngstener, und RE 47 bedient. 
| Linie | Verlauf | Takt                                               |
| ----- | --- | -------------------------------------------------- |
| S 7   | Der Müngstener: Wuppertal Hbf – W-Unterbarmen – W-Barmen – W-Oberbarmen – W-Ronsdorf – RS-Lüttringhausen – RS-Lennep – Remscheid Hbf – RS-Güldenwerth – SG-Schaberg – Solingen Mitte – SG-Grünewald – Solingen Hbf Stand: Fahrplanwechsel Dezember 2023 | 20 min (wochentags) 30 min (Wochenenden/Feiertage) |
| RE 47 | Düssel-Wupper-Express: Düsseldorf Hbf – Düsseldorf-Eller Mitte – Hilden – Solingen Hbf – Solingen-Grünewald – Solingen Mitte – Remscheid-Güldenwerth – Remscheid Hbf – Remscheid-Lennep Stand: April 2024                                               | 60 min                                             |

### Bus
Am Grünewald besteht Anschluss an eine Linie des Oberleitungsbus Solingen und mehrere Dieselbuslinien. Alle diese Linien bedienen den Busbahnhof Graf-Wilhelm-Platz, wo Umsteigemöglichkeiten zu den anderen Buslinien der Stadtwerke Solingen und einem CityExpress nach Wuppertal bestehen. Der Graf-Wilhelm-Platz ist nur zwei Haltestellen vom Haltepunkt am Grünewald entfernt.

#### Oberleitungsbus Solingen
| Linie | Verlauf                                                                                      |
| ----- | -------------------------------------------------------------------------------------------- |
| 682   | Solingen Hauptbahnhof – Wald Kirche – Graf-Wilhelm-Platz – Grünewald – Höhscheid-Brockenberg |

#### Dieselbus
Des Weiteren halten drei Dieselbuslinen an der Bushaltestelle oberhalb des Haltepunktes Solingen Grünewald, davon eine NachtExpress-Linie.
| Linie | Verlauf |
| ----- | --- |
| SB25  | Linie des Verkehrsverbund Rhein-Sieg Graf-Wilhelm-Platz – Grünewald – Höhscheid – Solingen-Kohlsberg Abzweig – Leichlingen – Leverkusen – Köln Hbf/Breslauer Platz |
| 699   | Graf-Wilhelm-Platz – Grünewald – Höhscheid-Brockenberg – Kohlsberg                                                                                                 |
| NE25  | Solingen Hauptbahnhof – Aufderhöhe – Merscheid – Graf-Wilhelm-Platz – Grünewald – Höhscheid                                                                        |